# Cotârgaci (okręg Botoszany)
Cotârgaci – wieś w Rumunii, w okręgu Botoszany, w gminie Roma. W 2011 roku liczyła 511 mieszkańców.